# Ward Kimball
Ward Walrath Kimball (4 de março de 1914 – 8 de julho de 2002), nascido em Minneapolis, Minnesota, foi um animador para o Walt Disney Studios. Ele foi parte da equipe de animadores original de Walt Disney, conhecida como Os Nove Anciões.
Ele também era um trombonista de jazz. Fundou e liderou a banda de Dixieland, Firehouse Five Plus Two, na qual ele tocava trombone.

## Carreira
Embora Kimball fosse um brilhante desenhista, ele preferia trabalhar em personagens cômicos, ao invés de fazer desenhos humanos realistas. A animação era fácil para ele e ele estava buscando constantemente fazer as coisas de forma diferente. Devido a isto,  Walt Disney chamou Ward de gênio no livro A História de Walt Disney. Enquanto havia muitos talentosos animadores na Disney, o trabalho de Ward destacava-se como único.
Kimball criou vários personagens clássicos da Disney, incluindo os Corvos de Dumbo; Tweedledee e Tweedledum, o Chapeleiro Louco e o Gato de Cheshire de Alice no país das Maravilhas; os Ratos, Lúcifer, o Gato e o Bruno o Cão de Cinderela; e o Grilo Falante de Pinóquio. (Kimball disse a um entrevistador que ele "odiava" a animação do Grilo: "eu fiquei enjoado de desenhar cabeças ovais olhando em todas as direções".), Ele também animou o famoso número musical "The Three Caballeros"do filme da Disney de mesmo nome.
Em 1953, Kimball tornou-se diretor e foi responsável pelo curta vencedor do Oscar, Toot, Whistle, Plunk and Boom, e três programas de televisão da Disney sobre o espaço sideral, que colocou os Estados Unidos no programa espacial. Ele recebeu um Oscar pelo curta de animação "It's Tough to Be a Bird".
Kimball foi perfilado pelo produtor Jerry Fairbanks em sua Paramount Pictures série de curtas, a Unusual Occupations. Este curta foi lançado nos cinemas em 1944; - focado na estrada de ferro de Kimball e o tamanho completo de sua locomotiva.
Kimball foi também um trombonista de jazz . Sua banda, Firehouse Five Plus Two,  fez pelo menos 13 LP registros e visitou clubes, universidades e festivais de jazz da década de 1940 ao início da década de 1970. Kimball disse uma vez que a Walt Disney permitiu sua segunda carreira desde que não interferisse em seu trabalho de animação. Kimball apareceu no dia 17 de março de 1954, no episódio de You Bet Your Life, onde Groucho Marx o faz tocar trombone com sua banda. Ele e seu parceiro ganharam US$ 75 na seção de quiz do show, incluindo perguntas sobre as animações da Disney, que Kimball respondeu facilmente. 
Kimball continuou a trabalhar na Disney até 1974, nas séries de Disney Antologias, sendo um dos escritores para Babes in Toyland, criando a animação para Mary Poppins, dirigindo a animação de Bedknobs and Broomsticks, e trabalhando em vários outros filmes como The Adventures of Bullwhip Griffin e Million Dollar Duck. Seu último trabalho para a Disney foi produzir e dirigir o programa The Mouse Factory, que durou de 1972 a 1974. Ele continuou a fazer vários projectos por conta própria, mesmo retornando de vez em quando para realizar publicidade e excursões para a Disney Corporation. Ele trabalhou também na atração World of Motion para o EPCOT Center da Disney.
Kimball também produziu duas edições de um volume intitulado Art Afterpieces,  no qual ele revisou várias obras de artes conhecidas, tais como a colocação de bobes de cabelo na Mona Lisa,  Whistler's Mother assistindo TV, e a adição de uma bandeira Comunista e botas russas no Pinkie.
Como contou Neal Gabler em sua biografia de Walt Disney, Ward Kimball foi uma figura-chave na propagação da lenda urbana de que Walt Disney havia deixado instruções para o seu corpo ser preservado em criónica depois de sua morte.
Amid Amidi, escreveu uma biografia de Kimball, Full Steam Ahead: The Life and Art of Ward Kimball  que foi projetada para publicação no outono de 2012. No entanto, a publicação da biografia foi cancelada em fevereiro de 2013, e Amidi acreditava que era devido à pressão da Disney corporation.

## Ferrovia Grizzly Flats
Juntamente com o seu empregador e amigo de Walt Disney, e Ollie Johnston, Kimball colecionava artigos "ephemera" de antigas estradas de ferro . Ele era um ávido entusiasta ferroviário , doando a sua bitola estreita de 3 pés (914 mm) para a coleção Orange Empire Railway Museum (OERM) em Perris, Califórnia. Uma locomotiva a vapor, que Kimball dirigira em seu privado 3
-acre(s) (12 000 m2) , ficou conhecida como ""Grizzly Flats Railroad" em San Gabriel, Califórnia, e tem algumas de suas obras de arte originais no farol e cabo, e está em exposição permanente no museu. A casa de campo de Kimball  também incluem duas pequenas locomotiva s a vapor que tinha sido usado em plantações de cana de açúcar, um dos quais era sua e a outra era de propriedade de seu amigo, Gerald M. Best, conhecido historiador ferroviário. Kimball também foi um ávido colecionador de modelos de trens.
Kimball é creditado com a ajuda de Walt Disney, como a fonte de inspiração para instalar a Disneyland Railroad na Disneyland. A inspiração para a estrada de ferro da Disneyland , em parte, veio do quintal pessoal de Disney 7 1⁄4 em (184 mm),chamado Carolwood Pacific Railroad, que Kimball tinha parcialmente construído.O trem da Grizzly Flats de Kimball serviu como modelo para a Estação de Trem Disneyland Frontierland . Como um tributo a Kimball, a locomotiva  N. 5 da Disneyland, da estrada de ferro é chamada de Ward Kimball.

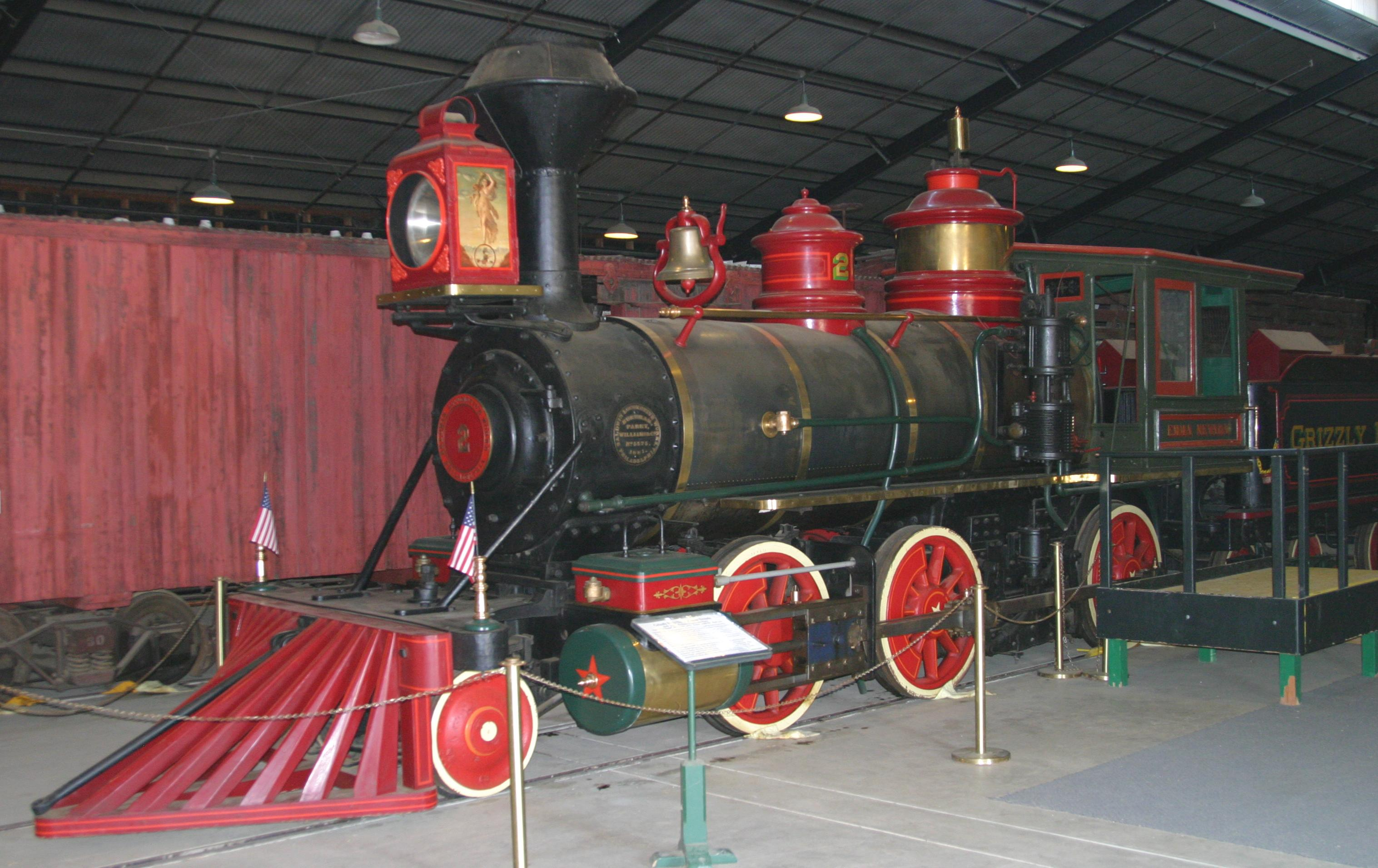
Locomotiva Emma Nevada no Orange Empire Railway Museumem em Perris, Califórnia

O talento de Kimball também é evidente na reprodução das locomotivas a vapor construídas para o Serviço Nacional de parques no Golden Spike, um Sítio Histórico Nacional , em Promontory, Utah. Kimball ajudou nas cores de uma locomotiva da Smithsonian Institution e pintou a obra de arte para as réplicas da Union Pacific No. 119 e Júpiter, construídas pelo  O'Connor Engineering Laboratories, para o Serviço do Parque.
Em reconhecimento ao seu amor pela ferroviagem e apoio ao Orange Empire Railway Museum, a Perris Transit Center, onde fica os trens históricos do museu, é dedicado a Kimball. Em uma rara concessão em sua rígida política de direitos autoriais, a Disney Corporation permitiu a cidade decorar o centro do trânsito com obras de arte de Kimball. O centro atualmente é servido pela Agência Riverside de transportes de ônibus,  como parte do serviço de trem da linha Metrolink de Perris Vale.

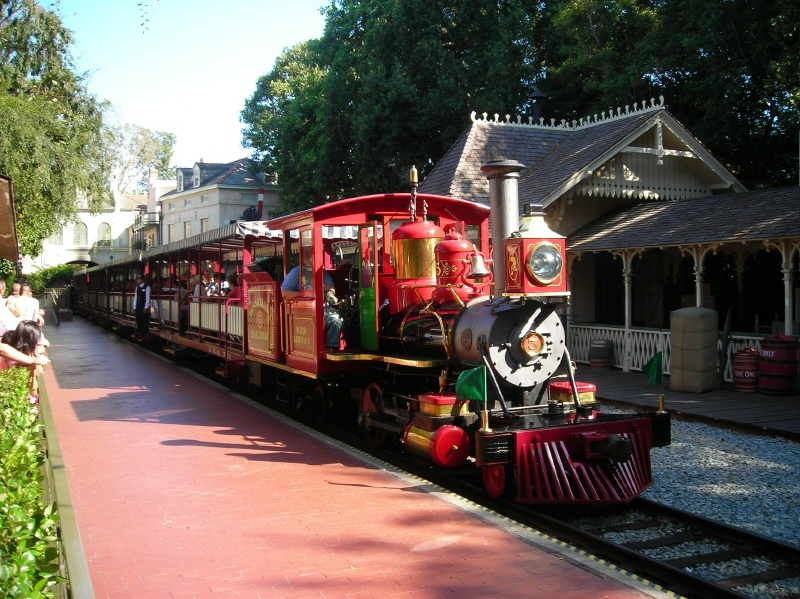
O Ward Kimball saindo em Nova Orleans Praça da Estação na Disneylândia.

## Escalation
Em 1968, Kimball dirigido dois minutos do curta de animação chamado Escalation, que criticou Lyndon B. Johnson e sua política da Guerra do Vietnã. O curta é único por ser o primeiro produzido de forma independente pelos estúdios Disney por um dos Nove Anciões. O curto é mais notável por seu tom político satírico e conteúdo erótico.

## Documentários
Ward Kimball apareceu como ele mesmo no documentário, The Fantasy Film Worlds of George Pal (1985) (produzido e dirigido por Arnold Leibovit).

## Morte
Kimball morreu em 2002, em Los Angeles, Califórnia, de complicações de uma pneumonia aos 88 anos de idade. Em 2005, a Disneyland Ferrovia nomeou seu recém-adquirido Motor №5 "Ward Kimball" em sua memória.

## Filmografia
| Ano     | Título                                      | Créditos                                                                             |
| ------- | ------------------------------------------- | ------------------------------------------------------------------------------------ |
| 1934    | The Hot Choc-late Soldiers (curta)          | Animador                                                                             |
| 1934    | The Wise Little Hen                         | Animador                                                                             |
| 1934    | The Flying Mouse                            | Animador                                                                             |
| 1934    | Orphan's Benefit                            | Animador                                                                             |
| 1934    | Servants' Entrance                          | Animador                                                                             |
| 1934    | Mickey Plays Papa                           | Animador                                                                             |
| 1934    | The Goddess of Spring                       | Animador                                                                             |
| 1935    | The Tortoise and the Hare                   | Animador                                                                             |
| 1935    | Pluto's Judgement Day                       | Animador                                                                             |
| 1936    | Elmer Elephant                              | Animador                                                                             |
| 1936    | Toby Tortoise Returns                       | Escritor / Diretor de Animação                                                       |
| 1936    | More Kittens                                | Diretor de Animação                                                                  |
| 1937    | Woodland Café                               | Animador                                                                             |
| 1937    | Snow White and the Seven Dwarfs             | Animador                                                                             |
| 1938    | Ferdinand the Bull                          | Animador                                                                             |
| 1938    | Mother Goose Goes Hollywood                 | Animador                                                                             |
| 1939    | The Autograph Hound                         | Animador                                                                             |
| 1940    | Pinocchio                                   | Diretor de Animação / Supervisor de Animação                                         |
| 1940    | Fantasia                                    | Supervisor de Animação – Segmento "The Pastoral Symphony"                            |
| 1941    | The Reluctant Dragon                        | Animador                                                                             |
| 1941    | The Little Whirlwind                        | Animador                                                                             |
| 1941    | The Nifty Nineties                          | Animador                                                                             |
| 1941    | Dumbo                                       | Diretor de animação                                                                  |
| 1942    | All Together (curta)                        | Animador                                                                             |
| 1942    | Stop That Tank!                             | Animador                                                                             |
| 1942    | Saludos Amigos                              | Animador                                                                             |
| 1942    | How to Play Baseball                        | Animador                                                                             |
| 1942    | Der Fuehrer's Face                          | Animador                                                                             |
| 1943    | The Spirit of '43                           | Animador                                                                             |
| 1943    | Education for Death: The Making of the Nazi | Animador                                                                             |
| 1943    | Victory Through Air Power (Documentário)    | Animador                                                                             |
| 1943    | Victory Vehicles                            | Animador                                                                             |
| 1943    | Reason and Emotion                          | Animador                                                                             |
| 1943    | Chicken Little                              | Animador                                                                             |
| 1944    | The Pelican and the Snipe                   | Animador                                                                             |
| 1944    | How to Play Football                        | Animador                                                                             |
| 1944    | The Three Caballeros                        | Animador                                                                             |
| 1945    | African Diary                               | Animador                                                                             |
| 1945    | Hockey Homicide                             | Animador                                                                             |
| 1946    | Pluto's Kid Brother                         | Animador                                                                             |
| 1946    | Make Mine Music                             | Animador (Segmentos Casey at the Bat, Peter and the Wolf, Willie the Operatic Whale) |
| 1947    | Fun and Fancy Free                          | Diretor de Animação (Segmentos Bongo, Mickey and the Beanstalk)                      |
| 1948    | Melody Time                                 | Diretor de Animação (Segmentos Johnny Appleseed, Blame It on the Samba, Pecos Bill)  |
| 1949    | The Adventures of Ichabod and Mr. Toad      | Diretor de Animação (Segmentos The Wind in the Willows, The Legend of Sleepy Hollow) |
| 1950    | Cinderella                                  | Diretor de Animação                                                                  |
| 1951    | Alice in Wonderland                         | Diretor de Animação / Animador                                                       |
| 1951    | How to Catch a Cold (curta)                 | Animador                                                                             |
| 1953    | Peter Pan                                   | Diretor de Animação                                                                  |
| 1953    | Melody (curta)                              | Diretor de Animação                                                                  |
| 1953    | How to Dance (curta)                        | Animador                                                                             |
| 1953    | Toot, Whistle, Plunk and Boom (curta)       | Diretor de Animação                                                                  |
| 1955    | Man in Space (episódio da Disneylândia      | Escritor / Diretor                                                                   |
| 1955    | Man and the Moon (episódio da Disneylândia) | Escritor / Diretor                                                                   |
| 1957    | Cosmic Capers (episódio da Disneylândia)    | Escritor / Diretor                                                                   |
| 1957    | Mars and Beyond (episódio da Disneylândia)  | Escritor / Diretor                                                                   |
| 1959    | Eyes in Outer Space (documentário)          | Escritor / Diretor / Produtor                                                        |
| 1961    | Babes in Toyland                            | Escritor                                                                             |
| 1964    | Mary Poppins                                | Animador                                                                             |
| 1967    | Scrooge McDuck and Money (curta)            | Animador                                                                             |
| 1967    | The Adventures of Bullwhip Griffin          | Animador                                                                             |
| 1968    | Escalation (TV Short)                       | Diretor                                                                              |
| 1969    | It's Tough to Be a Bird                     | Escritor / Diretor / Produtor                                                        |
| 1970    | Dad... Can I Borrow the Car?                | Diretor/ Produtor                                                                    |
| 1971    | Bedknobs and Broomsticks                    | Diretor de Animação                                                                  |
| 1972–73 | The Mouse Factory                           | Diretor / Produtor (43 episódios)                                                    |